# Sebastián Coates
Sebastián Coates Nion (Montevidéu, 7 de outubro de 1990) é um futebolista uruguaio que atua como zagueiro. Atualmente joga no Nacional.

## Carreira

### Nacional
Chegou ao Nacional com 11 anos de idade, participando de todas as divisões de base. Em 2009, integrou o elenco principal do Nacional a pedido do técnico Gerardo Pelusso. Estreou contra o Bella Vista em 18 de abril de 2009. Seu primeiro gol foi contra o Liverpool-URU, em 26 de abril de 2009, selando o empate em 1 a 1.
Estreou na Copa Libertadores da América com um gol contra o Nacional do Paraguai, na vitória de 3 a 1 sobre a equipe guarani. Jogou contra o Palmeiras nas quartas de final, chegando às semifinais do torneio, onde perdeu para o Estudiantes de La Plata, que mais tarde foi coroado campeão do torneio.
Foi recomendado por Diego Lugano ao São Paulo. Em junho de 2011, Coates confirmou que negócio com o São Paulo já estava 75% certo e, com ajuda de investidores, assinaria com o clube brasileiro, porém, propostas de clubes europeus dificultaram a negociação, adiando a decisão de seu futuro para depois de sua participação na Copa América 2011.

### Liverpool

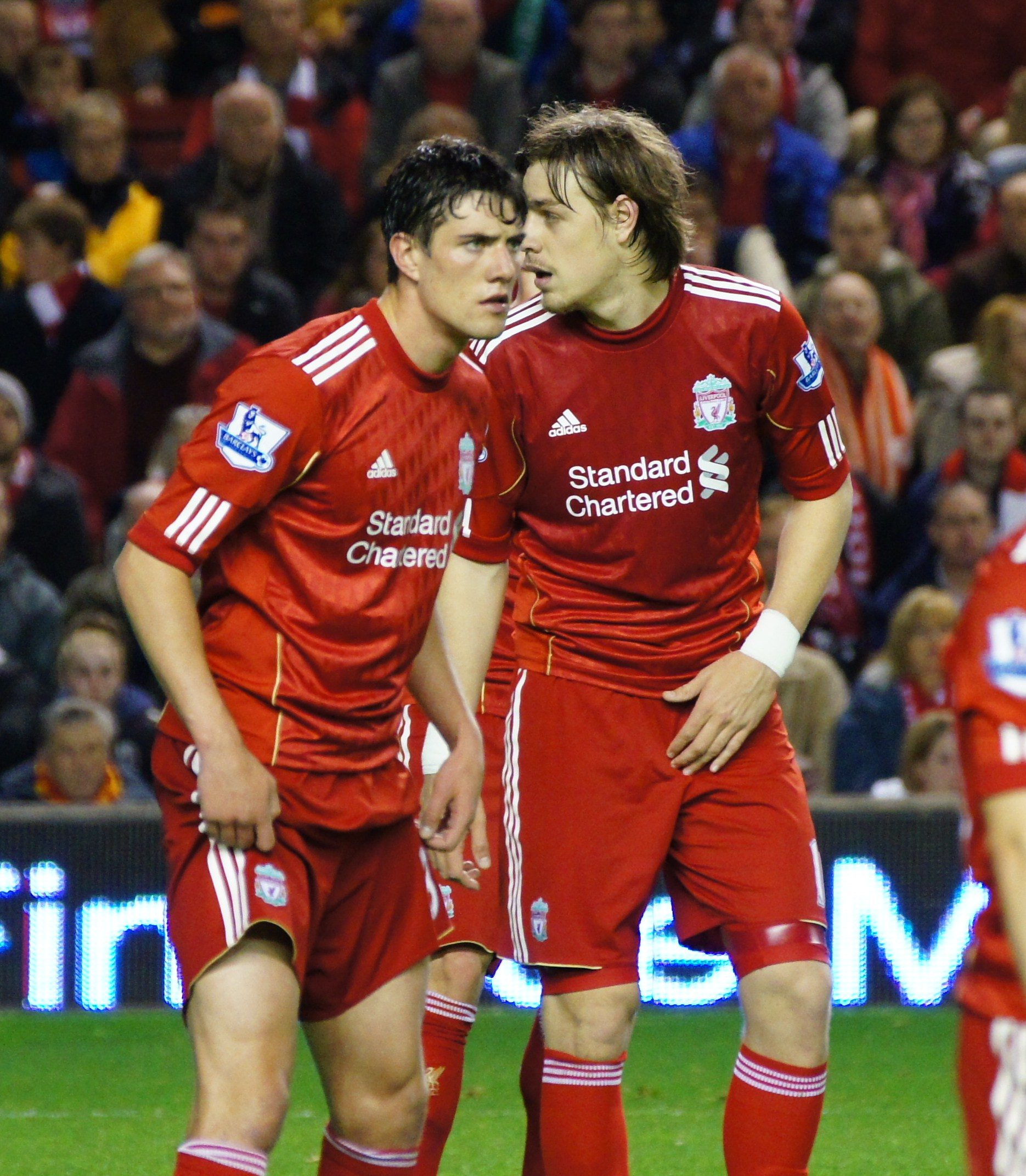
Coates (dir.) no Liverpool, ao lado de Martin Kelly

No dia 30 de agosto de 2011, o vice-presidente do Nacional confirmou a venda do zagueiro Liverpool. Coates foi anunciado como novo reforço do clube inglês no dia seguinte, tendo sido contratado por R$ 18,5 milhões. Como não possuía passaporte europeu e ainda não tinha o número mínimo de convocações para a Seleção Uruguaia exigidos pela FA, o defensor necessitou de uma permissão especial.

### Sunderland
Em 1 de setembro de 2014, foi confirmado por empréstimo como reforço do Sunderland, assinando por uma temporada.

### Sporting
No dia 28 de janeiro de 2016, Coates foi cedido por empréstimo ao Sporting até o final da temporada. Ao final desta, o clube renovou o empréstimo até o fim da época 2016–17. Em fevereiro de 2017, o Sporting acionou a cláusula de compra do contrato, transferindo-se em definitivo para o clube.

## Seleção Nacional
Pela Seleção Uruguaia Sub-20, Coates foi convocado para o Sul-Americano Sub-20 de 2009, disputado na Venezuela, onde jogou seis dos nove jogos disputados pela Celeste. Com o terceiro lugar na competição, o Uruguai classificou-se para o Mundial Sub-20 de 2009 no Egito, entre setembro e outubro daquele ano.
Já pela Seleção Uruguaia principal, Coates estreou no dia 23 de junho de 2011, num amistoso contra a Estônia. No mesmo ano conquistou a Copa América e foi escolhido como revelação do torneio. Cinco anos depois, chegou a ser convocado para a Copa América Centenário de 2016, porém foi cortado por lesão, dando lugar a Gastón Silva.

## Títulos
Nacional
- Primera División:(3) 2008–09,  2010–11, 2011/12
- Torneio Intermediario:(1) 2024
- Supercopa Uruguaya:(1) 2025

Liverpool
- Copa da Liga Inglesa:(1) 2011–12

Sporting
- Taça da Liga:(4) 2017–18, 2018–19, 2020–21 e 2021–22
- Taça de Portugal:(1) 2018–19
- Primeira Liga:(2) 2020–21 e 2023–24
- Supertaça Cândido de Oliveira:(1) 2021

Seleção Uruguaia
- Copa América:(1) 2011

### Prêmios individuais
- Melhor Jogador Jovem da Copa América de 2011
- Futebolista do Ano da Primeira Liga: 2020–21